# Nora Volkow
Nora Volkow (Città del Messico, 27 marzo 1956) è una psichiatra messicana. Attualmente è direttrice del National Institute on Drug Abuse (NIDA), che fa parte del National Institutes of Health (NIH).

## Biografia
Nata a Città del Messico, Volkow è una figlia di Esteban Volkov, la cui madre Zinaida Volkova era la figlia maggiore del rivoluzionario comunista russo Lev Trockij. Volkow e le sue tre sorelle sono cresciute a Coyoacán nella casa in cui è stato ucciso Trotsky (ora Museo casa di Lev Trotsky).
Volkow ha studiato alla Modern American School, a Città del Messico, e si è laureata in Medicina presso l'Università Nazionale del Messico, prima della sua formazione post-dottorato in Psichiatria presso la New York University.
Nel 2014, Volkow ha partecipato a un evento organizzato da The Moth a un World Science Festival, in cui scienziati, scrittori e artisti hanno raccontato storie dei loro rapporti personali con la scienza. In questo periodo ha discusso della sua storia familiare e di come ha promosso la sua ambizione di fare scienza per influenzare positivamente gli altri.

## Carriera
Durante la specializzazione in psichiatria ha lavorato a progetti di scansione PET con lo psichiatra Jonathan Brodie. Dopo aver terminato la specializzazione in psichiatria, è entrata a far parte della University of Texas Medical School di Houston, lavorando, oltre ai suoi compiti clinici, su progetti di ricerca sulla scansione PET. Ha condotto un lavoro di ricerca con il professor Alan Swann, ora a Baylor, partendo per Brookhaven nel 1987.
Volkow ha trascorso gran parte della sua carriera professionale presso il Brookhaven National Laboratory (BNL) del Dipartimento dell'Energia a Upton, New York, dove ha ricoperto diverse posizioni apicali. È stata prima ricercatrice, poi Direttrice di Medicina Nucleare, Direttrice del Centro Regionale di Neuroimaging NIDA-DOE e infine Direttrice Associata per le Scienze della Vita. È stata anche nominata Professoressa nel Dipartimento di Psichiatria della Stony Brook University e vicepreside della loro Medical School.
Gli studi di Volkow sulle risonanze sul cervello di persone dipendenti da droghe hanno contribuito a chiarire i meccanismi della tossicodipendenza. A Brookhaven, la scansione con tomografia a emissione di positroni (PET) è stata utilizzata per studiare il cervello nelle persone con schizofrenia. Quando Volkow si è trasferita all'Università del Texas, studiare i pazienti con schizofrenia non era previsto, ma era possibile studiare i pazienti con dipendenza da cocaina. Volkow e colleghi hanno studiato la distribuzione del flusso sanguigno nel cervello dei consumatori cronici di cocaina e controllato i pazienti che facevano uso di cocaina. Hanno riscontrato una diminuzione del flusso sanguigno alla corteccia prefrontale dei consumatori di cocaina, che è continuato dopo dieci giorni di sospensione dal consumo di cocaina. Questa ricerca ha avuto un ruolo nel cambiare la visione del pubblico sulla tossicodipendenza, da quella di una violazione morale o di un difetto di carattere alla comprensione che i cambiamenti patologici nella struttura del cervello rendono molto difficile per i tossicodipendenti abbandonare le proprie dipendenze. Le conclusioni di Volkow sono che le anomalie nella corteccia prefrontale creano una sensazione di bisogno o desiderio che le persone con dipendenze trovano difficile da prevenire. Volkow sostiene che questo rende difficile ignorare le compulsioni esercitando il controllo cognitivo. Le principali aree interessate sono la corteccia orbitofrontale, che mantiene l'attenzione sugli obiettivi, e la corteccia cingolata anteriore, che media la capacità di monitorare e selezionare i piani d'azione. Entrambe le aree ricevono stimolazione dai neuroni della dopamina che hanno origine nell'area tegmentale ventrale. Un afflusso costante di dopamina rende difficile distogliere l'attenzione dall'obiettivo di assumere droga. Volkow fissa anche l'attenzione sul valore motivazionale delle droghe, non sul piacere, e suggerisce che le persone con dipendenze sono intrappolate in un circolo vizioso di cambiamenti fisici del cervello e le conseguenze psicologiche di tali cambiamenti, che portano a ulteriori cambiamenti.
Volkow è stata la prima persona del NIH a visitare il Dalai Lama nella sua residenza a Dharamshala, nell'Himachal Pradesh, in India . Durante questa visita del 2013, Volkow ha preso parte a un dialogo con il Dalai Lama sulla scienza delle dipendenze, nell'ambito di una conferenza di cinque giorni sponsorizzata dal Mind and Life Institute.
Volkow è stata premiata per i suoi contributi, sia prima che durante la sua permanenza al National Institute on Drug Abuse NIDA. Tra i più significativi:
- Innovatore dell'anno. Notizie dagli Stati Uniti e rapporto mondiale, 2000.
- NEWSWEEK : Who's Next 2007, un elenco di 21 persone che si prevede saranno giornalisti nel 2007.[19]
- Il TIME 100 del 2007. L'elenco di TIME dei 100 uomini e donne il cui potere, talento o esempio morale sta trasformando il mondo.[20]
- L'elenco delle 100 donne più potenti. L'elenco ' donne Washingtoniane che guidano e esercitano pressioni, educano e illuminano e cercano cure e percorsi per un mondo migliore.[21]
- Le 100 donne più potenti di Washington, l'elenco delle donne che sono arrivate in cima alla rivista Washingtonian Magazine.[22]
- Finalista per la medaglia Samuel J. Heyman Service to America per la medaglia per la scienza e l'ambiente (Sammies), Washington DC 2013. Questi premi riconoscono un servizio eccezionale e sono considerati tra i più prestigiosi a disposizione dei lavoratori federali.[23]
- Nel 2007, il NIDA e un altro NIH Institute (l'Istituto nazionale per l'abuso di alcol e l'alcolismo) hanno ricevuto un Emmy Award per The Addiction Project della HBO. Nora Volkow ha rappresentato il NIDA nel ricevere l'Emmy.[24]
- Nel 2011, Volkow ha ricevuto il Joan and Stanford Alexander Award in Psychiatry, dal Dipartimento di Psichiatria e Scienze comportamentali del Baylor College of Medicine 's Menninger. Il premio viene assegnato a "un professionista della salute mentale che ha dato un contributo significativo nella ricerca, nell'istruzione e nel servizio clinico o comunitario per le persone affette da malattie mentali gravi e persistenti". Il premio di Volkow è stato un riconoscimento per il suo lavoro nel "dimostrare che la tossicodipendenza è una malattia del cervello umano" e "per essere pionieristica nell'uso dell'imaging cerebrale per studiare gli effetti tossici delle droghe e le loro proprietà di dipendenza".[25]
- Premio scienziato ispanico dell'anno dal Museum of Science &amp; Industry (Tampa) nel 2012, per aver promosso la comprensione scientifica nella comunità e fornito un modello per i giovani ispanici.[26]
- Nel 2013, Volkow ha ricevuto il Distinguished Scientist Award dal Child Mind Institute, in riconoscimento dei suoi "contributi eccezionali allo sviluppo del cervello e alla ricerca sulla psicopatologia". Il premio viene assegnato a "uno scienziato il cui impegno per tutta la vita nella ricerca sulla salute mentale e sulle neuroscienze dello sviluppo ha portato a trattamenti più efficaci e basati sull'evidenza e a una comprensione più profonda dei disturbi psichiatrici, della dipendenza e dello sviluppo".[27]

## Vita privata
Volkow è sposata con Stephen Adler, un fisico di radioimaging presso il National Cancer Institute.

## Pubblicazioni
- Volkow, Nora D., The stigma of addiction, in Scientific American, vol. 323, n. 3, settembre 2020,  p. 11.[28]